# Tossal de Sant Quiri (Pobellà i Ancs)
El Tossal de Sant Quiri és un cim de 1.834,2 metres d'altitud que està situat al límit dels termes de la Torre de Cabdella (dins de l'antic terme de Mont-ros), al Pallars Jussà i Baix Pallars, al Pallars Sobirà (dins de l'antic terme de Montcortès de Pallars). És, per tant, també partió de comarques.
Està situat just al nord-est del Cap de la Ginebrera, a l'est-sud-est del poble de Pobellà i al nord-oest del d'Ancs.
El cim està coronat per l'ermita de Sant Quiri, que dona nom al cim.